# Pałac Prezydencki w Kownie
Pałac Prezydencki w Kownie, zwany dawniej gubernatorskim (lit. Istorinė Prezidentūra) – neobarokowy gmach w Kownie spełniający w latach międzywojnia funkcję głównej siedziby prezydenta Litwy położony przy ulicy Wileńskiej (Vilniaus g. 33).

## Historia
Pałac został wzniesiony w 1846 roku przez lokalnego magnata rosyjskiego jako dwupiętrowy gmach z siedmioma izbami na parterze i dziewięcioma na pierwszym piętrze. Wkrótce budynek powiększono i dobudowano nowe wejście. W 1866 roku pałacyk wzbogacił się o ogród i od 1876 roku służył za rezydencję gubernatora kowieńskiego, podlegając dalszym przebudowom.
W czasie I wojny światowej zatrzymał się tu na krótko cesarz Wilhelm II, wizytując front wschodni w 1915 roku.
W 1918 roku budynek przeszedł na własność rządu litewskiego, jego pierwszym rezydentem był Antanas Smetona, później przebywali tu kolejni prezydenci Republiki Litewskiej. W 1919 roku kompleks pałacowy otoczony został żelazna bramą, która zachowała się do dziś.
Podczas radzieckiej okupacji Litwy pałacyk był wielokrotnie przebudowywany, m.in. wyburzono ściany na parterze, by pomieścić kinoteatr. Później budynek służył m.in. jako siedziba organizacji nauczycielskich.
Od 1989 roku obiekt znajduje się pod kuratelą Muzeum Wojennego im. Witolda Wielkiego, umieszczono tu trzy popiersia przedwojennych prezydentów Litwy.
W latach 1997–2003 miała miejsce gruntowna renowacja pałacu. Od 2005 roku ma w nim swoją siedzibę jeden z oddziałów Muzeum M. K. Čiurlionisa, odbywają się tu liczne wystawy związane z najnowszą historią Litwy.

## Architektura
Budynek składa się z dwóch kondygnacji, jest nakryty czterospadowym dachem. Okna na parterze są prostokątne, na pierwszym piętrze półkoliste. Pałac został zbudowany na planie prostokąta, fasada jest dopełniona dwoma boniowanymi ryzalitami.

## Ocena współczesnych
Przez osoby przybywające do Kowna z zewnątrz ówczesna siedziba prezydenta oceniana była jako budynek bardzo skromny. Tadeusz Katelbach pisał o niej w 1934 roku nieco ironicznie: "Przy ulicy, łączącej zeuropeizowaną część miasta ze starym Kownem, znajduje się pałac prezydenta republiki litewskiej. Za drewnianym, na zielono pomalowanym parkanem widać biały budynek, w którym rezyduje głowa państwa litewskiego. O stylu, czy specjalnych właściwościach zewnętrznych budynku, noszącego tu popularną nazwę "prezydentury" trudno byłoby coś powiedzieć. Przed wojną zamieszkiwał go gubernator kowienskoj guberni. Gdyby nie to, że przed bramą stoi policjant, obcy przybysze, znajdujący się w tej ruchliwej części miasta, mijaliby zielony parkan, nie podejrzewając nawet, że w głębi mieści się rezydencja prezydenta Litwy. Skromnie wygląda ona, jak skromnym jest jej obecny mieszkaniec – Antoni Smetona..."